# Tomme de Savoie

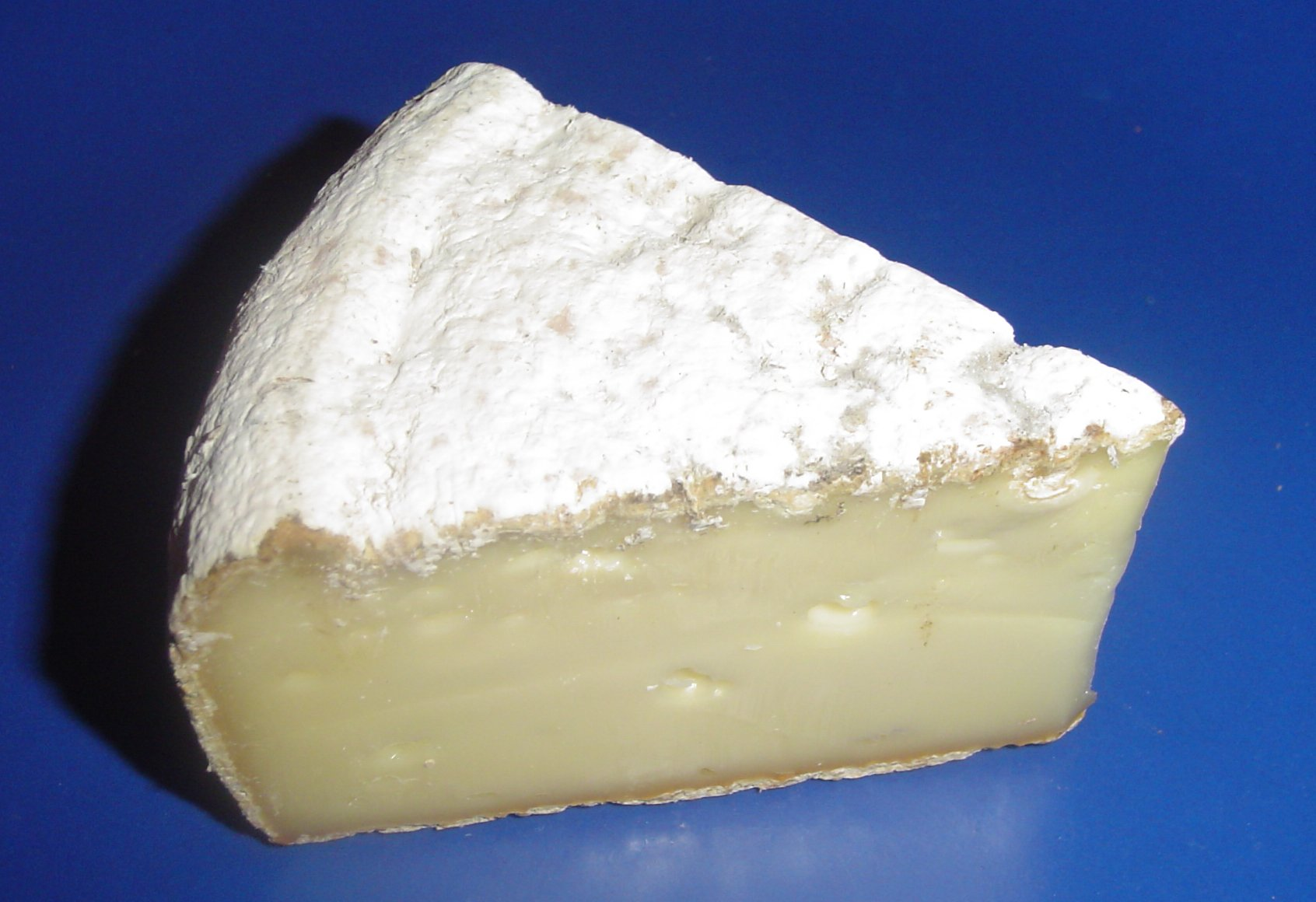
Tomme de Savoie

Tomme de Savoie från Savoie, Frankrike. Den är en smakrik hårdost, som av många hålls som en av de främsta franska hårdostarna.[källa behövs].

## Tomme céronnée
Varianter som kallas tomme céronnée har fått mogna genom kvalsterbefall. Detta anses ofarligt, men vid hanteringen bör man se upp så att inte kvalstren övergår på andra livsmedel.